# روجيريو (لاعب كرة قدم)
روجيريو هو لاعب كرة قدم برازيلي في مركز الوسط، ولد في 7 مارس 1979 في كامبيناس في البرازيل. لعب مع ريال مايوركا ب ولوكيرين أوست فلانديرين ونادي أمريكا ونادي تينيريفي ونادي زانثي ونادي سامبايو كوريا.